# Jules Gonin
Jules Gonin (* 10. August 1870 in Lausanne; † 10. Juni 1935 ebenda) war ein Schweizer Augenarzt, Professor für Augenheilkunde und Direktor der Universitäts-Augenklinik in Lausanne. Gonin entwickelte 1921 ein von ihm auch umgesetztes Verfahren zur operativen Behandlung der Netzhautablösung.

## Wirken und Ehrungen
Ab 1904 beschäftigte sich Gonin insbesondere mit der Erforschung der Netzhautablösung, die zur damaligen Zeit fast ausnahmslos zur Erblindung führte. Gonin erkannte, dass die Netzhautablösung durch Risse in der Netzhaut verursacht wird. In der Folge entwickelte er ein Verfahren, mit welchem diese Risse lokalisiert und mittels eines Thermokauters wieder verschlossen werden konnten. Für diese Arbeit wurde Gonin 1928 der Schweizer Wissenschaftspreis Marcel Benoist und 1940 – posthum – die Graefe-Medaille verliehen. Gonin erhielt ausserdem Ehrendoktorwürde der Universität Straßburg. Seit 1941 wird vom International Council of Ophthalmology zudem alle vier Jahre die Gonin-Medaille für besondere Leistungen im Bereich der Augenheilkunde verliehen.
In Lausanne ist sowohl die Universitäts-Augenklinik (L’hôpital ophtalmique Jules-Gonin) als auch eine Strasse in der Innenstadt nach Jules Gonin benannt.

## Veröffentlichungen (Auswahl)
- mit Marc Dufour: Traité des maladies de la rétine. 1906.
- Ruptures partielles de la papille optique. 1913.
- Le décollement de la rétine: pathogénie, traitement. 1934.